# 121
121 — невисокосний рік, що почався в середу за григоріанським календарем.
Римська імперія •  Парфянське царство •  Кушанське царство •  Східна Хань •  Сармати

## Геополітична ситуація
Римську імперію очолює імператор Адріан (до 138). Імперія  займає Апеннінський, Піренейський та Балканський півострови, Галлію, частину Британії, Близький Схід, Північну Африку включно з Єгиптом. 
Наймогутніша держава центральної Азії — Парфянське царство. Наймогутніша держава Індостану — Кушанське царство. Династія Хань править у Китаї.  Корейський півострів ділять між собою Три корейські держави. 
Триває докласичний період цивілізації мая.
На території майбутньої України, в степах Причорномор'я, кочують сармати, північніше — племена Черняхівської культури.

## Події

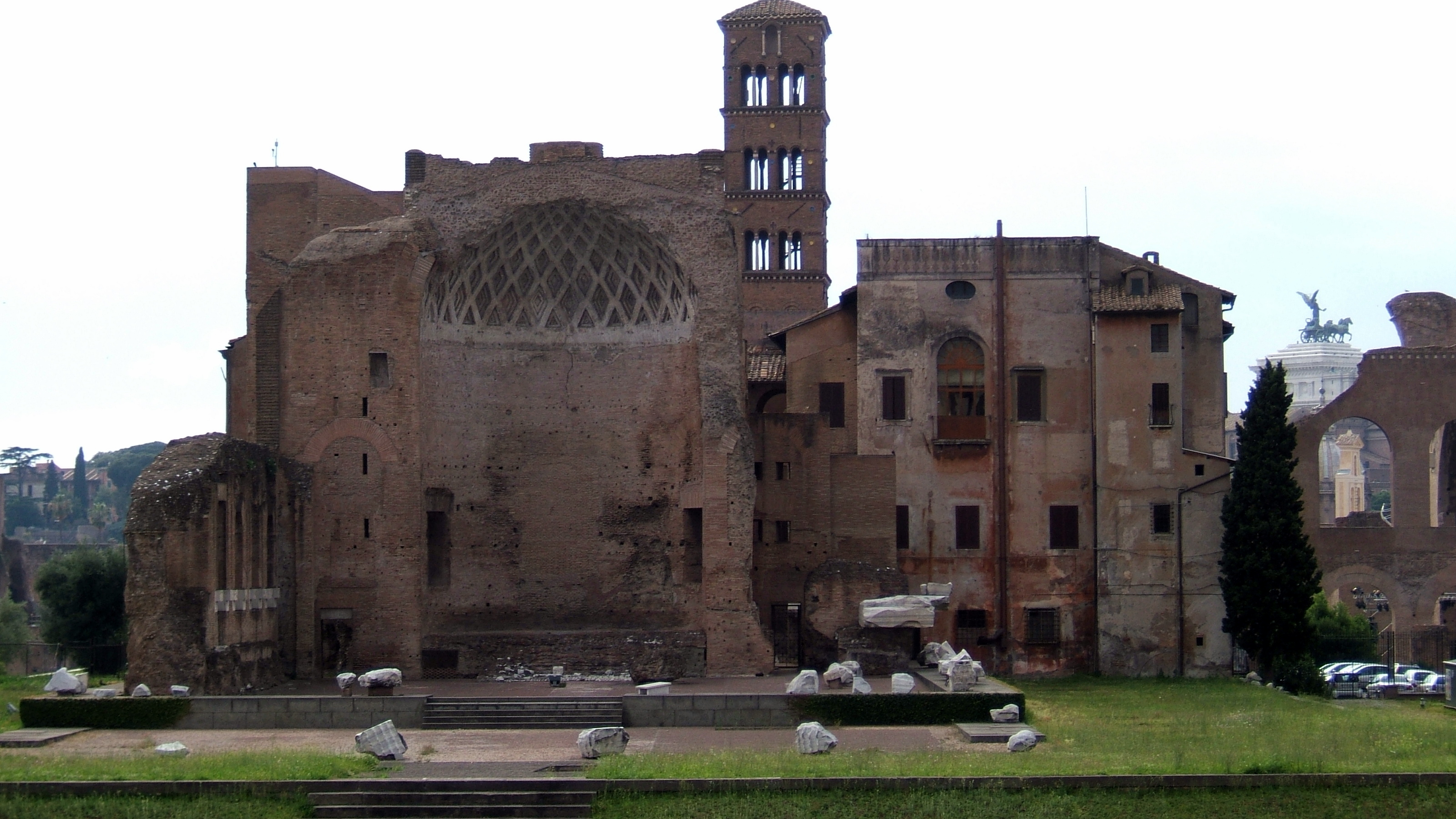
Храм Венери і Роми

### Римська імперія
- Консулами Римської імперії обрано Марка Аннія Вера та Гнея Аррія Авгура.
- 21 квітня у Римі з нагоди чергової річниці заснування міста почалося будівництво Храму Венери і Роми[1] (закінчено 137 року).
  - Після 21 квітня імператор Адріан почав подорожувати Римською імперією, він об'їжджав свої провінції до 126 року. 121 року він перетнув схід Галлії, відвідав Нижню Германію, Рецію, Норік та північ Паннонії[2].

### Китай
- Ханьці відбили набіг повсталого вождя сяньбі Цічжіцзяня.
- Імператор Ань-ді отримав у подарунок словник китайських ієрогліфів «Шовень цзєцзи».

## Народилися
- 26 квітня — Марк Аврелій, римський імператор, філософ, представник пізнього стоїцизму.

## Померли
- Цай Лунь — китайський сановник династії Хань, якому приписується винахід паперу.
- Гай Семпроній Гракх — народний трибун, молодший брат Тіберія Гракха.